# 恩州 (唐朝)

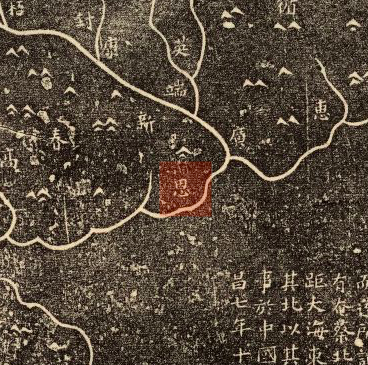
恩州 (《华夷图》, c. 1136)

恩州，中国唐朝时设置的州，管治今天廣東恩平、陽江市及陽春市。

## 歷史
本齐安郡。贞观二十三年（649年），以高州的西平县、齐安县、杜陵县置恩州，治所在齐安县（至德中改为恩平县，今广东省恩平市北）。天宝元年（742年）改为恩平郡，乾元元年（758年）复为恩州，大順二年（891年）移治阳江县。辖境相当今广东省阳江、恩平二市地。属岭南道、岭南节度使。北宋属广南东路。庆历八年（1048年）因河北路有恩州，改名南恩州。
恩州刺史
- 冯智戴（650年）
- 冯子游（唐高宗时）
- 陈承亲（武周时）
- 冯口思（武周时）
- 毕守恭（716年）
- 朱塘（唐昭宗初）
- 郑良士（唐昭宗时）